# أديل هوغو
أديل هوغو (بالفرنسية: Adèle Hugo)‏ هي كاتبة يوميات فرنسية، ولدت في 28 يوليو 1830 في باريس في فرنسا، وتوفيت في 21 أبريل 1915 في سوريسن في فرنسا.

## وصلات خارجية
- أديل هوغو على موقع IMDb (الإنجليزية)
- أديل هوغو على موقع ميوزك برينز (الإنجليزية)
- أديل هوغو على موقع أول موفي (الإنجليزية)